# Мухаммед ібн Абд аль-Ваххаб
Мухаммад ібн Абд аль-Ваххаба ( [wəˈhɑːb] ; араб. محمد بن عبد الوهاب  ; 1703 - 22 червня 1792) був релігійним лідером і богословом з Неджда в центральній Аравії, який заснував рух, який тепер називається ваххабізмом. Народився в сім'ї правознавців, раннє навчання Ібн Абд аль-Вахаба полягало у вивченні досить стандартної програми фікх згідно з мазхабом Ханбалі. Незважаючи на свою початкову рудиментарну підготовку до класичної сунітської мусульманської традиції, Ібн Абд аль-Вахаб поступово став протистояти багатьом найпопулярнішим сунітським практикам, таким як відвідування та шанування могил святих які, на його думку, вигадали єретичні релігійні новації чи навіть ідолопоклонство. Незважаючи на те, що його вчення було відкинуто і протистояло багатьом найпомітнішим мусульманським ученим-сунітам того періоду, включно з його батьком і братом, Ібн Абд аль-Вахаб домовився Мухаммедом бін Саудом допомогти йому створити Дірійський емірат, перший саудівський штат і започаткував династичний союз і розподіл влади між їхніми сім'ями, який триває донині в Королівстві Саудівська Аравія. Аль-Аш-Шейх, провідна релігійна родина Саудівської Аравії, є нащадками Ібн Абд аль-Вахаба, управляють улемою в саудівській державі , що домінує в канцелярських установах держави.